# Union des Maisons de Champagne
L'Union des Maisons de Champagne (UMC) est le syndicat professionnel des Maisons de Champagne, quelle que soit leur importance. Sa mission première est la défense des intérêts de ses membres dans tous les domaines qui régissent leur activité. Il se préoccupe en particulier d'assurer la défense du mot « Champagne » et son utilisation abusive. 
Créée durant la Seconde Guerre mondiale face à l'occupant, l'UMC est jusqu'en 1994 une fédération de syndicats - le Syndicat de Grandes Marques et le Syndicat de Négociants - à laquelle les négociants adhérent directement par la suite, et qu'elle rassemble.

## Histoire
Est constitué le 4 novembre 1882 le Syndicat du Commerce des vins de Champagne, à l’initiative des dirigeants des maisons Heidsieck & Cie, Giesler & Cie et G.H.Mumm & Cie, reconnu officiellement par la loi du 21 mars 1884 qui autorise la création des syndicats professionnels.

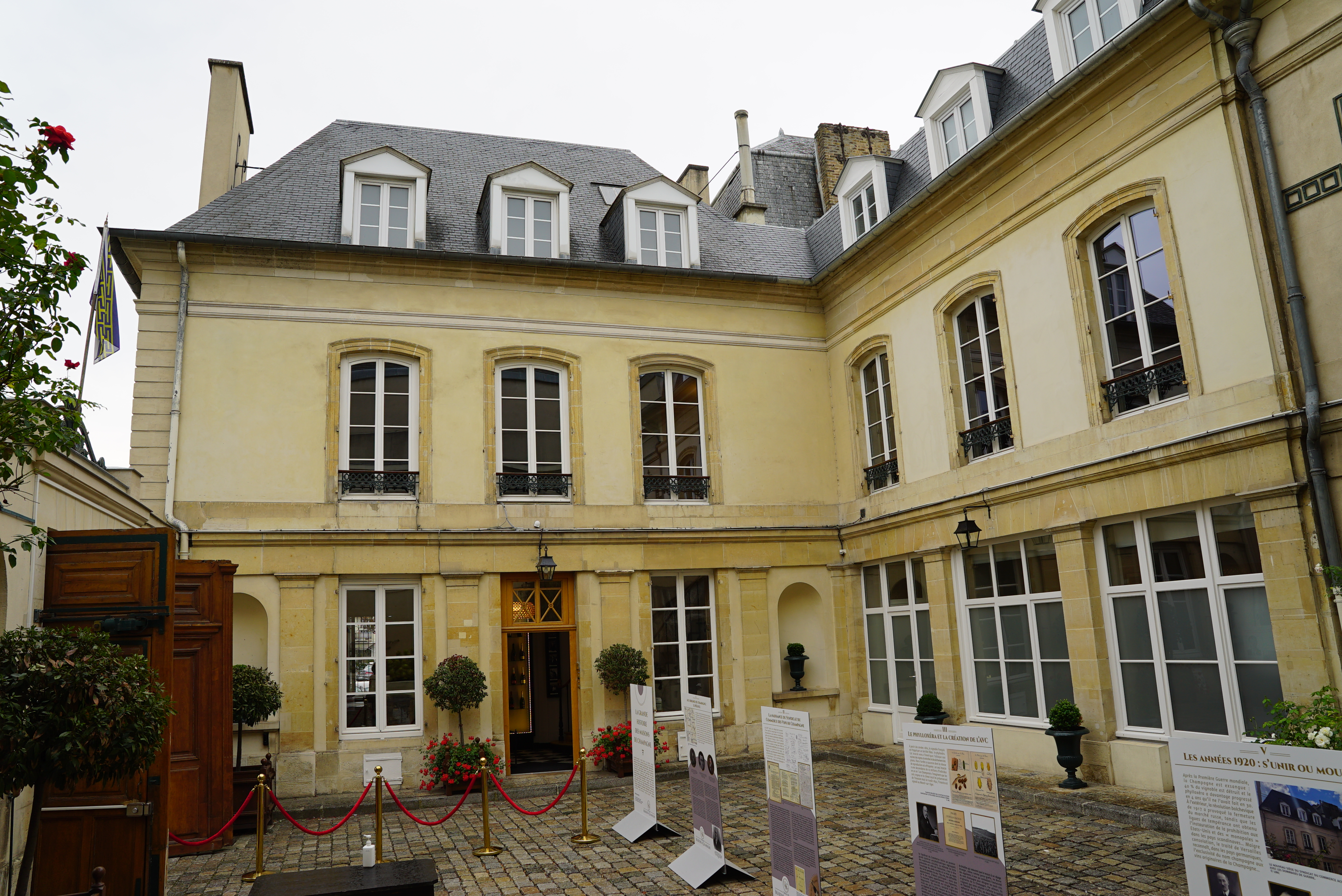
La cour du 1 Stuart.

Selon ses statuts, il a pour but « de protéger, tant en France qu’à l’étranger, le commerce des vins mousseux de Champagne, de défendre les intérêts généraux de ce commerce en France dans l’examen des questions d’octroi, de régie, de tarifs, de transports, de propriété industrielle, c’est-à-dire de marques, noms de commerce, lieux d’origine, etc., […] à l’étranger dans l’examen des questions de tarifs internationaux, de douane, de propriété industrielle, de contrefaçons tant de marques que de produits, et de toutes autres fraudes… ».
Les maisons présentes à la réunion fondatrice présidée par Florens Walbaum, assisté d’Édouard Werlé, sont : Charles Arnould de Heidelberger, Barnett & Fils, Veuve Binet Fils & Cie, E. Bourgeois, Burchard Delbeck & Cie, Gondelle & Cie, Veuve Henry Goulet & Fils, Charles Heidsieck, Henriot & Cie, Ernest Irroy & Cie, Krug & Cie, Lanson Père & Fils, G.H.Mumm & Cie, Veuve Pommery Fils & Cie, Werlé & Cie, Ayala & Cie, Renaudin Bollinger & Cie, Deutz & Geldermann, Alfred de Montebello & Cie, Chandon & Cie, Pol Roger & Cie, Charles de Cazanove, Giesler & Cie, Lecureux & Cie, G. Loche, Fréminet et Fils, Heidsieck & Cie.
À la fin de cette année 1882, 54 maisons figurent au nombre des adhérents du Syndicat du commerce des vins de Champagne, qui prend par la suite de nom de Syndicat de Grandes Marques.
La fédération de l'Union des Grandes Marques & Maisons de Champagne (UMC) est créée en 1942 sous l'Occupation et permet la concertation de toutes les Grandes Marques et Maisons face à l’occupant. Le Syndicat de Négociants, ou Syndicat des Maisons dit "Syndicat d’Épernay", est fondé en 1949 et permet à l’UMC d’être représentative de toutes les Maisons. 
À partir de 1994, l'UMC regroupe directement le Syndicat de Grandes Marques et le Syndicat de Négociants et cesse donc d'être une fédération.